# 分散黄26
分散黄26或称为4-氯-2-硝基二苯胺（4-chloro-2-nitrodiphenylamine）是一种黄色的分散染料，分子式C12H9ClN2O2，可由苯胺与2,5-二氯硝基苯通过縮合反應生成。